# Perim
Perim (in arabo بريم Barīm) è un'isola di origine vulcanica dello Yemen  posta nello stretto di Bab el-Mandeb che separa il mar Rosso dal golfo di Aden.

## Geografia
L'isola è posta poco lontano dalla costa della penisola arabica. Ha una superficie di 13 km² e raggiunge i 65 metri di altezza. Perim è un'isola vulcanica e con scarsa vegetazione. Ha un porto naturale a sud-ovest e una pista di atterraggio a nord. La mancanza di acqua dolce ha sempre impedito la colonizzazione.

## Storia
Per la sua posizione l'isola ha sempre avuto un ruolo strategico. I portoghesi la visitarono nel 1513. I francesi provarono ad occuparla nel 1738. Venne poi occupata brevemente dalla Compagnia britannica delle Indie orientali nel 1799 in preparazione dell'invasione dell'Egitto. 
Fu rioccupata dagli inglesi nel 1857 per la costruzione di un faro e da quel momento venne governata dalla colonia di Aden.
Nel 1869 divenne una stazione di rifornimento di carbone per le navi che attraversavano il canale di Suez. L'isola godette di un periodo di sviluppo come stazione di rifornimento di carbone con un conseguente aumento di popolazione. A ciò fece seguito un declino a partire dal 1936 quando la stazione di rifornimento di carbone venne chiusa a seguito dell'uso del gasolio come carburante per le navi.
Nel 1916 i turchi cercarono di occupare l'isola ma furono respinti dagli inglesi che ne mantennero il possesso fino al 1967 quando entrò a far parte della Repubblica Democratica Popolare dello Yemen. Dal 1990 fa parte dello Yemen.
Nel febbraio del 2008 Tarek bin Laden, fratello per parte di padre di Osama bin Laden, annunciò il progetto di un ponte di 29 km di lunghezza tra lo Yemen, Perim e Gibuti, che avrebbe dovuto permettere il collegamento diretto tra penisola arabica e Africa.